# بهره‌برداری گاز دفن زباله

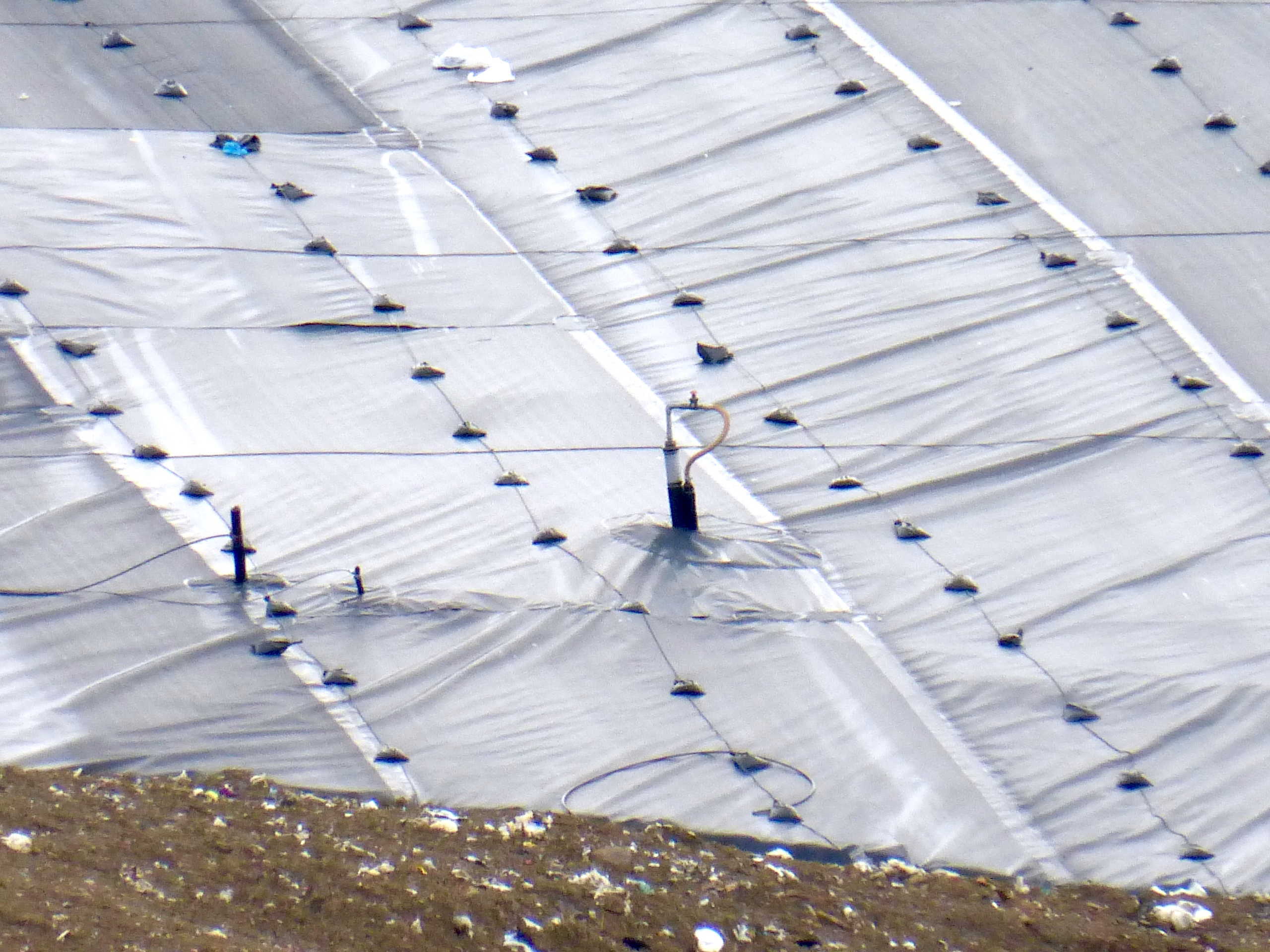
جمع‌آوری گاز محل دفن از محل دفن زباله سرپوش‌دار

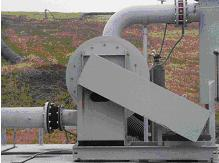
دمنده گاز محل دفن زباله

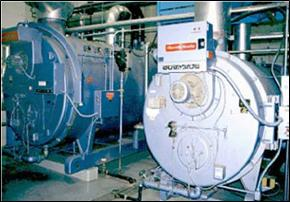
دیگ بخار برای پذیرش گاز محل دفن زباله مقاوم‌سازی‌شده است

بهره‌برداری از گاز محل دفن زباله فرایند جمع‌آوری، پردازش و تصفیه متان یا گاز دیگری است که از تجزیه زباله برای تولید برق، گرما، سوخت و ترکیب‌های شیمیایی مختلف تولید می‌شود. پس از سوخت فسیلی و کشاورزی، گاز محل دفن زباله، سومین منبع بزرگ متان تولیدشده توسط انسان است. در مقایسه با دی اکسید کربن، متان 25 برابر قوی‌تر از گاز گلخانه‌ای است. نه تنها کنترل انتشار آن مهم است، بلکه در جایی که شرایط اجازه دهد، از آن برای تولید انرژی استفاده می‌شود، بنابراین سهم دو منبع اصلی گازهای گلخانه‌ای در تغییر اقلیم خنثی می‌شود.
بر اساس گزارش آژانس حفاظت از محیط زیست ایالات متحده آمریکا، تعداد پروژه‌های گاز دفن زباله که گاز را به برق تبدیل می‌کند، از ۳۹۹ در سال ۲۰۰۵ به ۵۱۹ در سال ۲۰۰۹ در ایالات متحده رسید. این پروژه‌ها به دلیل کنترل هزینه‌های انرژی و کاهش انتشار گازهای گلخانه‌ای محبوب هستند. این پروژه‌ها گاز متان را جمع‌آوری کرده و آن را تصفیه می‌کنند، بنابراین می‌توان از آن برای برق استفاده کرد یا برای تأمین انرژی خانه‌ها، ساختمان‌ها و وسایل نقلیه به گاز درجه یک در خط لوله ارتقا داد.
گاز محل دفن زباله (LFG) از طریق تخریب زباله‌های جامد شهری (MSW) و دیگر زباله‌های زیست‌تجزیه‌پذیر توسط میکروارگانیسم‌ها تولید می‌شود. شرایط هوازی (وجود اکسیژن) سبب انتشار عمدتاً دی اکسید کربن می‌شود. در شرایط بی‌هوازی، همان‌طور که در محل‌های دفن زباله معمول است، متان و دی اکسید کربن به نسبت ۶۰:۴۰ تولید می‌شود.

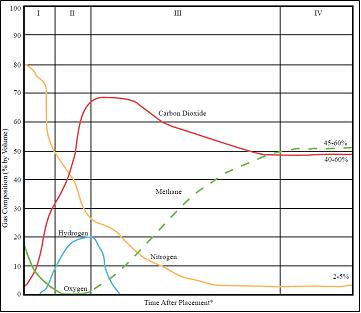
درصد ترکیب هر جزء اصلی گاز دفن زباله در طول زمان

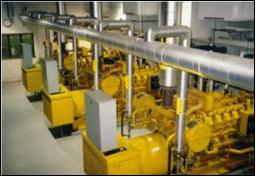
موتورهای احتراق داخلی برای تولید برق

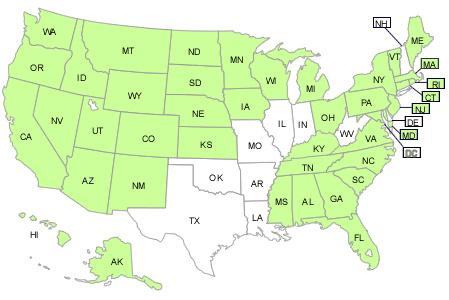
ایالت‌هایی که مشوق‌های دولتی یا خصوصی دارند.